# Орфей (опера)
«Орфе́й» (итал. Orfeo, иногда итал. L’Orfeo, favola in musica) — опера Клаудио Монтеверди, созданная в 1607 году на либретто Алессандро Стриджо — младшего. Наряду с «Орфеем и Эвридикой» Кристофа Виллибальда Глюка считается одним из наиболее значимых музыкальных произведений на тему древнегреческого мифа об Орфее; относится к числу тех ранних опер, которые и сегодня регулярно ставятся во многих театрах мира. Премьера оперы состоялась 24 февраля 1607 года в Мантуе (Италия). Опера написана для представления при мантуанском дворе во время традиционного ежегодного карнавала.
В музыкальном театре в начале XVII века традиционная интермедия — музыкальные номера между актами главной пьесы — постепенно развивалась в полную музыкальную драму, получившую впоследствии название «опера». «Орфей» Монтеверди ознаменовал окончание периода экспериментов и стал первым полноценным произведением нового жанра. После премьеры опера была снова сыграна в Мантуе и, возможно, в последующие несколько лет в других итальянских городах. Партитура «Орфея» издана Монтеверди в 1609 году, переиздана — в 1615. После смерти композитора (1643) оперу забыли. Интерес к этому произведению, возродившийся в конце XIX века, привёл к появлению её новых редакций и постановок. Поначалу это были концертные исполнения оперы в пределах учебных заведений (институтов) и музыкальных обществ. Первый оперный спектакль был поставлен в Париже в 1911 году, с этого момента «Орфей» всё чаще появлялся на музыкальной сцене. После Второй мировой войны при постановке оперы стало отдаваться предпочтение аутентичному исполнению. «Орфей» многократно записывался и всё чаще ставится в оперных театрах. В 2007 году четырёхсотлетие оперы было отмечено её постановками по всему миру.
В своём издании партитуры оперы Монтеверди указывает 41 инструмент, которые, объединённые в различные группы, используются для изображения различных сцен и характеров персонажей. Так, струнные, клавесины и продольные флейты представляют пасторальные области Фракии, населённые нимфами и пастухами; медные духовые иллюстрируют подземный мир и его обитателей. Созданный в эпоху перехода от Возрождения к барокко, «Орфей» использует все современные ему музыкальные достижения и особенно смело — полифонию. Новаторство Монтеверди проявило себя и в (частичной) оркестровке партитуры, снабжённой отдельными авторскими «пожеланиями» для исполнителей. Вместе с тем, в отличие от оркестровой партитуры в её позднейшем (классическом) понимании — с точно выписанными инструментами со всеми деталями фактуры, с нотированными темпами, нюансами и т. п., партитура «Орфея» (как это вообще было принято в тогдашней традиции) оставляла музыкантам известную свободу для импровизации.

## Рождение оперного жанра

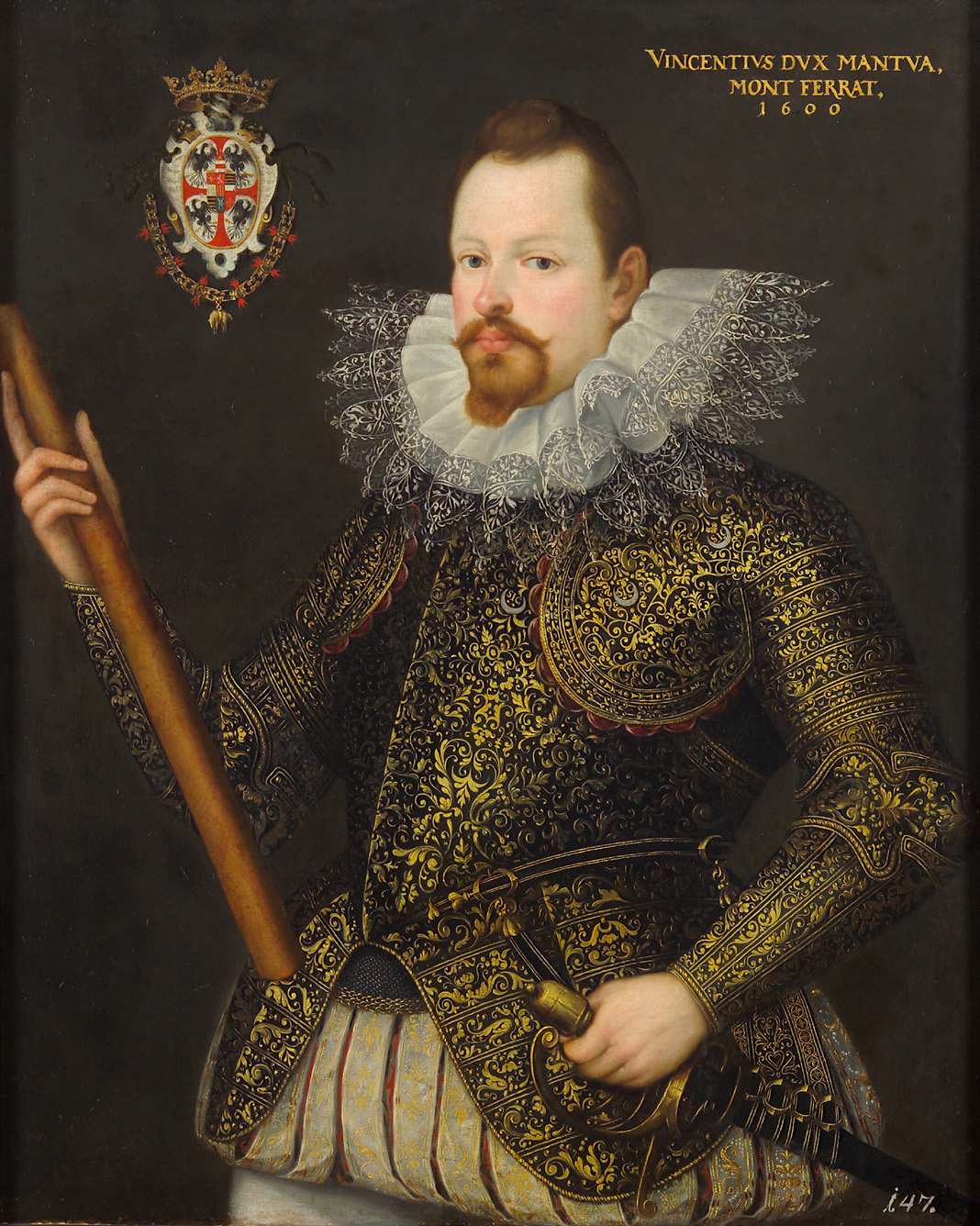
Портрет герцога Винченцо Гонзага, 1600 (Франс Младший Пурбус, Музей истории искусств, Вена)

В 1590 или 1591 году Клаудио Монтеверди, успевший послужить музыкантом в Вероне и Милане, получил место альтиста при дворе герцога Винченцо Гонзага в Мантуе. Талант и трудолюбие позволили Монтеверди достичь в 1601 году при дворе Гонзага положения maestro della musica, в его ведении была вся музыкальная жизнь герцогского двора.
Особая страсть Винченцо Гонзага к музыкальному театру развилась под влиянием традиций флорентийского двора. К концу XVI века флорентийские музыканты-новаторы развивали интермедию — музыкальную пьесу, заполнявшую время между актами разговорных драм, — во всё более и более усовершенствованную форму. Во главе с Якопо Корси преемники знаменитого объединения Флорентийская камерата создали первое произведение, вообще относящееся к жанру оперы: «Дафна» была написана Корси и капельмейстером флорентийского герцога Якопо Пери и поставлена во Флоренции в 1598 году. Это произведение объединило элементы мадригального пения и монодии с танцами и инструментальными проходами в единое драматическое действие. Сохранились только фрагменты партитуры «Дафны», однако несколько других флорентийских произведений этого же периода — «Представление о душе и теле» Эмилио де Кавальери, «Эвридика» Пери и ещё одна «Эвридика» — Джулио Каччини — дошли до наших дней полностью. Произведения Пери и Каччини были первыми из многих музыкальных представлений мифа об Орфее, опирающихся на «Метаморфозы» Овидия, и стали прямыми предшественниками «Орфея» Монтеверди.
При дворе Гонзага театральные представления имели богатую историю. В 1471 году здесь была поставлена лирическая драма Анджело Полициано «Сказание об Орфее», где по крайней мере половину действия, наравне с разговорами персонажей, составляли вокальные партии. В 1598 году, Монтеверди помог музыкальному ведомству двора в постановке произведения Джованни Баттисты Гуарини «Верный пастух»; по мнению историка театра Марка Ринджера, оно стало «водоразделом театральных постановок» и породило в Италии всеобщее увлечение пасторальной драмой. 6 октября 1600 года, прибыв во Флоренцию для участия в торжествах по поводу свадьбы Марии Медичи с королём Франции Генрихом IV, герцог Винченцо посетил представление «Эвридики» Пери. Возможно, что его ведущие придворные музыканты, включая Монтеверди, также присутствовали на этом спектакле. Герцогу понравилась эта новая форма драмы, он оценил и её возможности в деле упрочения его престижа как мецената.

## Либретто

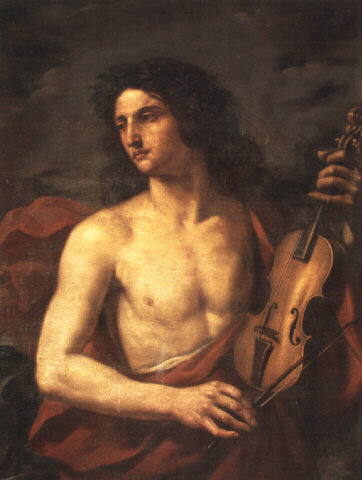
«Орфей с виолой», XVII в.
(Чезаре Дженнари, частная коллекция)

Среди зрителей «Эвридики» в октябре 1600 года был молодой адвокат и дипломат, служивший при дворе Гонзаги, Алессандро Стриджо, сын известного композитора. Младший Стриджо, талантливый музыкант, шестнадцатилетним юношей в 1589 году играл на виоле на свадебных празднествах герцога Фердинандо Тосканского. Вместе с двумя сыновьями герцога Винченцо, Франческо и Фердинандо, он состоял членом привилегированного интеллектуального общества Мантуи, «Академии Очарованных» (итал. Accademia degli Invaghiti), где создавалась бо́льшая часть театральных произведений города. Неясно, когда Стриджо начал писать либретто для «Орфея», но в январе 1607 года работа над ним шла полным ходом. В письме от 5 января Франческо Гонзага просит своего брата, в то время находившегося при флорентийском дворе, заручиться услугами виртуоза-кастрата из числа певцов Великого герцога для участия в представлении «пьесы с музыкой», приуроченном к карнавалу в Мантуе.
Главными источниками для либретто Стриджо стали книги десятая и одиннадцатая «Метаморфоз» Овидия и книга четвёртая «Георгик» Вергилия. Из этих произведений он брал основной материал, но не структуру драмы; действия первого и второго актов точно следуют тринадцати стихам из «Метаморфоз». При работе над либретто Стриджо использовал также пьесу Полициано 1480 года, «Верный пастух» Гуарини и либретто Оттавио Ринуччини для «Эвридики» Пери. Музыковед Гарри Томлинсон находит относительно много общих черт между текстами Стриджо и Ринуччини, отмечая, что некоторые из речей в «Орфее» «переписаны близко к содержанию и даже повторяют выражения, использованные в „Эвридике“». По мнению критика Барбары Рассано Хэннинг, стихи Стриджо были не такими изысканными, как у Ринуччини, но драматургия либретто более интересна. Ринуччини, пьеса которого была написана специально для празднеств, сопровождавших свадьбу Медичи, изменил миф, чтобы обеспечить «счастливый финал», подходящий случаю. В отличие от него Стриджо, создававший своё произведение не под придворное торжество, имел возможность следовать мифу, согласно которому Орфей был растерзан разъярёнными женщинами (вакханками). Фактически он написал несколько смягчённую версию, в которой вакханки угрожают убить Орфея, но его смерть не показана, финал остаётся открытым.
Издание либретто, которое было осуществлено в Мантуе в 1607 году, в год премьеры, содержит неоднозначный финал Стриджо. В либретто Стриджо 1607 года монолог Орфея в 5 акте прерывается не появлением Аполлона, а хором пьяных вакханок, поющих о «божественной ярости» их покровителя, бога Вакха. Причина их гнева — Орфей и его отречение от женщин, он не избежит их ярости, и чем дольше он уклоняется от них, тем более тяжёлая доля его ожидает. Орфей покидает сцену, и его судьба остаётся неясной, женщины в финале оперы поют и танцуют в честь Вакха. В партитуре Монтеверди, изданной в Венеции в 1609 году Риччардо Амадино, предлагается другая концовка. Аполлон забирает Орфея на небеса, где тот найдёт среди звёзд образ Эвридики. Кто является автором текста нового финала — неизвестно. Исследователи отмечают изменённый стиль альтернативного финала, большинство комментаторов считает, что стихи написаны не Стриджо. Предполагается, что это сочинение любителя, возможно, Фердинандо Гонзаги или даже (частично) самого композитора. Среди вероятных авторов называется и имя Оттавио Ринуччини, который был либреттистом следующей оперы Монтеверди — «Ариадны». Историк музыки Клод Палиска полагает, что оба финала вполне совместимы: Орфей уклоняется от ярости вакханок и спасён Аполлоном.
Согласно Ринджеру, оригинальное завершение оперы Стриджо почти наверняка использовалось на премьере, но нет сомнения, что Монтеверди полагал пересмотренный финал эстетически правильным. По мнению Нино Пирротты, финал с Аполлоном — часть оригинального плана произведения, но он не был реализован на премьере, потому что небольшое помещение, где происходило представление, не могло вместить театральную машину, которой требовало это окончание. Взамен была введена сцена с вакханками; намерения Монтеверди осуществились, когда технические ограничения были устранены.
Полный перевод либретто оперы на русский язык со всеми инструментальными ремарками (по изданиям либретто 1607 и партитуры 1609) был выполнен М. Сапоновым.

## Композиция
Монтеверди в пору работы над «Орфеем» имел уже достаточный опыт в сочинении театральной музыки. Он служил к тому времени около 16 лет при дворе Гонзаги, большую часть как исполнитель или аранжировщик сценической музыки. В 1604 году для мантуанского карнавала он сочинил баллату Любовь Дианы и Эндимиона. Элементы, из которых Монтеверди построил свою первую оперу, — арии, строфические (куплетные) песни, речитативы, хоры, танцы, музыкальные перерывы (интерлюдии) — не были, как указывал дирижёр Николаус Арнонкур, изобретены им, «он сложил весь запас новейших и более старых возможностей в действительно новое единство». Музыковед Роберт Донингтон пишет: «[Партитура] не содержит элемента, который не был бы основан на прецеденте, но достигает полной зрелости в той недавно развитой форме… Вот слова, так непосредственно выраженные в музыке, как [пионеры оперы] хотели их выразить; вот музыка, выражающая их… полным вдохновением гения». Одним из новшеств, введённых Монтеверди в «Орфее», и вызвавших ажиотаж публики, стали поющиеся диалоги. Перед мантуанской премьерой меломан Карло Маньо сообщал об этом своему брату, как о чём-то «невероятном»: «… все действующие лица [на сцене] будут изъясняться музыкально».
Монтеверди в начале издания партитуры указывает требования к составу оркестра, но, в соответствии с традицией того времени, он не определяет точное использование инструментов. В то время каждому исполнителю предоставлялась свобода принимать решения, исходя из того набора инструментов, который был в его распоряжении. Интерпретации могли резко отличаться друг от друга. Кроме того, как отмечал Арнонкур, в то время все музыканты были композиторами, и от них ожидалось творческое сотрудничество при каждом представлении, а не точное следование партитуре. По традиции певцам было разрешено украшать свои арии. Монтеверди написал простые и украшенные версии некоторых арий, такие как Possente spirto Орфея (вероятно, вариант без орнаментаций предназначался для певца, который не мог исполнять их). Как отмечает Арнонкур, Монтеверди по сравнению с другими композиторами его эпохи, вносил в свои произведения много украшений, и «там, где он не выписал украшений, он хотел их совсем мало».
Каждый из пяти оперных актов соответствует одному из эпизодов истории, и каждый завершается хором. Действие из Фракии переносится в Аид и снова во Фракию, но, вероятно, «Орфей», как было принято в придворных развлечениях того времени, игрался без перерывов, без занавеса между действиями. По обычаю того времени перемена сцен для зрителей отражалась музыкально: изменениями в инструментовке, тоне и стиле исполнения.

## Музыкальные особенности
Музыковед Ханс Редлих, анализируя оперу, отмечает, что она является продуктом двух музыкальных эпох. В «Орфее» соединяются элементы традиционного мадригала XVI века с новым флорентийским направлением в музыке, отличающимся использованием речитатива и гомофонии, в соответствии с идеями участников камераты и их последователей. В этом новом направлении текст доминирует над музыкой. В то время как она становится иллюстрацией действия, внимание аудитории привлечено прежде всего к тексту. Певцы теперь должны были уделять внимание не только вокальной части исполнения, но и представлять характер персонажа и передавать соответствующие эмоции.
Речитатив у Монтеверди испытал влияние Пери («Эвридика»), однако в «Орфее» он является менее преобладающим, чем принято в драматической музыке того времени. Он составляет меньше четверти музыки первого акта, приблизительно одну треть второго и третьего актов и немного менее половины в двух заключительных актах.
Значение «Орфея» заключается не только в том, что это была первая опера, но и в том, что «Орфей» — первая попытка применить все известные на тот момент
возможности музыки в формирующемся новом жанре. Так, Монтеверди пошёл на смелые новшества в использовании полифонии, области, в которой до того времени главным авторитетом был Палестрина. Монтеверди расширяет и изменяет правила, которые неукоснительно соблюдали композиторы, верные идеям Палестрины. Монтеверди не был оркестратором в общепринятом смысле; Ринджер считает, что элемент инструментальной импровизации делает каждое исполнение оперы Монтеверди «уникальным опытом и отделяет его творчество от более позднего оперного канона».
Опера начинается с дважды повторяемой, звучащей по-боевому токкаты для труб. При исполнении на барочных духовых инструментах этот звук может поразить современную аудиторию, Редлих называет его «сокрушительным». Такое начало было обычным для музыкальных представлений при мантуанском дворе. Хор, открывающий «Вечерню» Монтеверди (Vespro della beate Vergine, SV 206 1610), созданную для двора Гонзаги, также сопровождается этой токкатой. Токката исполняла роль приветствия герцогу. По мнению Донингтона, если бы она не была написана, случай потребовал бы, чтобы приветствие было сымпровизировано. Воинственная токката сменяется нежной ритурнелью, которая предваряет появление Музыки. В сокращённой форме ритурнель повторяется между каждым из пяти стихов вводной части и полностью после заключительного стиха. Её функция в пределах оперы — олицетворение «власти музыки» как таковой. Появляясь в конце акта 2 и снова — в начале акта 5, она становится одним из самых ранних примеров оперного лейтмотива. В акте 1 представлена пасторальная идиллия. Два хора, торжественный и весёлый, обрамляют центральную любовную песню Rosa del ciel. Ликование продолжается во 2 акте, с песней и танцевальной мелодией, в которой, согласно Арнонкуру, проявляется знание Монтеверди французской музыки.

## Действующие лица
| Партия             | Голос             | Исполнитель на премьере 24 февраля 1607                     |
| ------------------ | ----------------- | ----------------------------------------------------------- |
| Музыка (пролог)    | кастрат-сопранист | Джованни Гуальберто Мальи (итал. Giovanni Gualberto Magli)  |
| Орфей              | тенор             | Франческо Рази (предположительно)                           |
| Эвридика           | кастрат-сопранист | Джироламо Бакини (итал. Girolamo Bachini, предположительно) |
| Посланница         | кастрат-сопранист | Джованни Гуальберто Мальи (предположительно)                |
| Нимфа              |                   |                                                             |
| Надежда            | кастрат-сопранист | Джованни Гуальберто Мальи (предположительно)                |
| Харон              | бас               |                                                             |
| Прозерпина         | кастрат-сопранист | Джованни Гуальберто Мальи                                   |
| Плутон             |                   |                                                             |
| Аполлон            |                   | В первоначальной редакции отсутствует                       |
| Пастухи и пастушки |                   |                                                             |

## Содержание
Действие происходит во Фракии (акты первый, второй и пятый) и царстве Аида (акты третий и четвёртый) в мифологическое время. Инструментальная токката предшествует выходу Музыки, которая исполняет вводную часть. Приветствуя аудиторию, она объявляет, что через сладкие звуки может «успокоить любое растревоженное сердце». Она славит свою власть и представляет главного героя драмы, Орфея, который «укрощал диких животных своим пением».

### Акт первый
Орфей и Эвридика выходят вместе с нимфами и пастухами, которые выступают в роли греческого хора, комментируя действие. Один из пастухов объявляет, что сегодня свадьба Орфея и Эвридики; хор отвечает, сначала величественно (Vieni, Imeneo, deh vieni…), а потом — в радостном танце (Lasciate i monti…). Орфей и Эвридика поют о своей любви друг к другу, прежде, чем направиться с гостями на свадебную церемонию в храме. Оставшаяся на сцене часть хора повествует о том, как Орфей был преображён любовью, тот, «для кого вздохи были едой, и плач был напитком», превратился в счастливого человека.

### Акт второй
Орфей возвращается с главным хором и славит вместе с ним красоту природы. Орфей размышляет о своём прежнем несчастье, но объявляет: «После горя каждый — более удовлетворён, после того, как причиняют боль, каждый более счастлив». Внезапно входит Посланница с вестью, что, собирая цветы, Эвридика получила смертельный укус змеи. Хор сочувственно поёт: «Ах, горький случай, ах, нечестивая и жестокая судьба!», а Посланница наказывает себя за то, что приносит плохие новости («Навсегда я уйду и в одинокой пещере буду вести жизнь в соответствии с моим горем»). Орфей после арии («Ты мертва, моя жизнь, и я дышу?») объявляет своё намерение спуститься в подземный мир и убедить его правителя позволить Эвридике вернуться к жизни, иначе он сам останется там. Орфей уходит, и хор возобновляет свой плач.

### Акт третий
Орфей направляется с Надеждой к воротам Подземного мира. Указав на надпись на воротах («Оставьте надежду, все Вы, кто вступает сюда»), Надежда с ним расстаётся. Орфей встречается с перевозчиком Хароном, который отказывается переправить его через Стикс. Орфей пытается убедить Харона и исполняет лестную для него песню (Possente spirto e formidabil nume), но перевозчик неумолим. Однако, когда Орфей начинает играть на своей лире, Харон засыпает. Орфей забирает лодку и пересекает реку, чтобы войти в Подземный мир, в то время как хор духов поёт о том, что природа не имеет защиты от человека: «Он приручил море с помощью хрупкого дерева и презрел гнев ветров».

### Акт четвёртый
В Подземном мире Прозерпина, жена Плутона, глубоко тронутая пением Орфея, просит своего мужа выпустить Эвридику. Плутон соглашается, но ставит Орфею условие: всё время, пока он будет вести Эвридику в мир живых, он не должен оглядываться назад, иначе потеряет жену. Орфей выходит из царства мёртвых, увлекая за собой Эвридику. Он предвкушает своё счастье, но с течением времени его начинают одолевать сомнения: «Кто убедит меня, что она следует за мной?» Возможно, Плутон из зависти обманул его? Орфей оглядывается, Эвридика в отчаянии поёт (Ahi, vista troppo dolce e troppo amara!) и исчезает. Орфей пытается следовать за ней, но его удерживает невидимая сила. Хор духов поёт о том, что Орфей, одолев Подземный мир, был, в свою очередь, побеждён своими страстями.

### Акт пятый
Возвратившись в родную Фракию, Орфей в длинном монологе оплакивает свою потерю, воспевает красоту Эвридики и решает, что его сердце никогда больше не поразит стрела Купидона. Эхо за кулисами повторяет его заключительные фразы. Внезапно из облаков с небес спускается Аполлон и отчитывает Орфея: «Зачем ты истощаешь свой дар на гнев и печаль?» Он приглашает Орфея оставить мир и присоединиться к нему на небесах, где тот увидит образ Эвридики в звёздах. Орфей отвечает, что было бы недостойно не следовать совету такого мудрого отца, и вместе они поднимаются вверх. Хор пастухов заключает, что «тот, кто сеет в страдании, должен пожинать плоды благодати». Опера завершается энергичным танцем мореска.

#### Оригинальное завершение либретто
В либретто Стриджо 1607 года монолог Орфея в пятом акте прерывается не появлением Аполлона, а хором разъярённых пьяных женщин, вакханок, поющих о «божественной ярости» их покровителя, бога Вакха. Орфей, отрекаясь от женщин, вызывает их гнев. Чем дольше он избегает их, тем более тяжёлая доля ожидает его. Судьба Орфея остаётся неясной: он покидает сцену, а вакханки в финале оперы поют и танцуют, прославляя бога виноделия.

## Состав оркестра

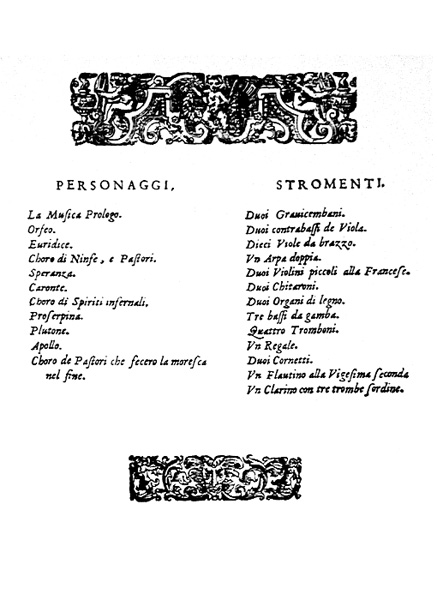
Партитура, изданная Монтеверди в 1609 году: список инструментов в правой колонке

- Струнные: 2 клавесина, 1 двойная арфа, 2 китарроне (то же, что теорба), 2 басовые цитры, 3 басовых виолы да гамба, 2 скрипки-пикколо во французском роде, 12 виол различных размеров.
- Клавишно-духовые: 2 органа-позитива с деревянными трубами и 1 — с язычковыми (регаль).
- Духовые: 4 тромбона, 2 корнета, 2 высоких блокфлейты, 1 высокая труба (кларино) и 3 засурдиненные трубы.

С целью анализа оперы музыковед Джейн Гловер подразделяет инструменты, указанные Монтеверди, на три главные группы: струнные, медные духовые и непрерывный бас, а также несколько инструментов, не относящихся ни к одной группе.
В инструментальном исполнении два мира, в которых происходит действия, отчётливо разделяются. Пасторальная Фракия представлена клавесинами, арфой, органами, скрипками-пикколо и басовыми лютнями. Оставшиеся инструменты, главным образом медные духовые, изображают Подземный мир, хотя абсолютное различие отсутствует: струнные появляются несколько раз в сценах Подземного мира. В пределах этой общей схемы определённые инструменты или их комбинации используются для прорисовки характеров персонажей: Орфея — арфа и орган, пастухов — клавесин и басовая лютня, обитателей Подземного мира — тромбоны, цинки (корнеты) и малый орган (регаль). Все эти музыкальные различия и характеристики соответствовали давним традициям ренессансного оркестра, для которого типичен многочисленный ансамбль «Орфея».
Монтеверди инструктирует своих исполнителей в общих чертах: «[играть] произведение так просто и правильно, насколько возможно, а не со многими цветистыми пассажами или пробегами». Тем, кто играет на струнных и флейтах, он рекомендует «играть благородно, с большой изобретательностью и разнообразием», но предупреждает от излишнего усердия в орнаментации, чтобы избежать ситуации, когда «ничего не слышно, кроме хаоса и неразберихи, оскорбительных для слушателя». Арнонкур отмечает, что в «Орфее» Монтеверди даёт музыкантам гораздо меньше возможности для импровизации, в отличие от более поздних его опер, дошедших до нашего времени.
Так как в опере нет эпизодов, когда все инструменты играют вместе, число музыкантов может быть меньше, чем число инструментов. Арнонкур, обращая внимание на общее количество музыкантов и певцов, а также небольшие помещения, в которых давались представления, указывает на то, что зрителей было едва ли больше, чем исполнителей.

## Премьера и первые постановки

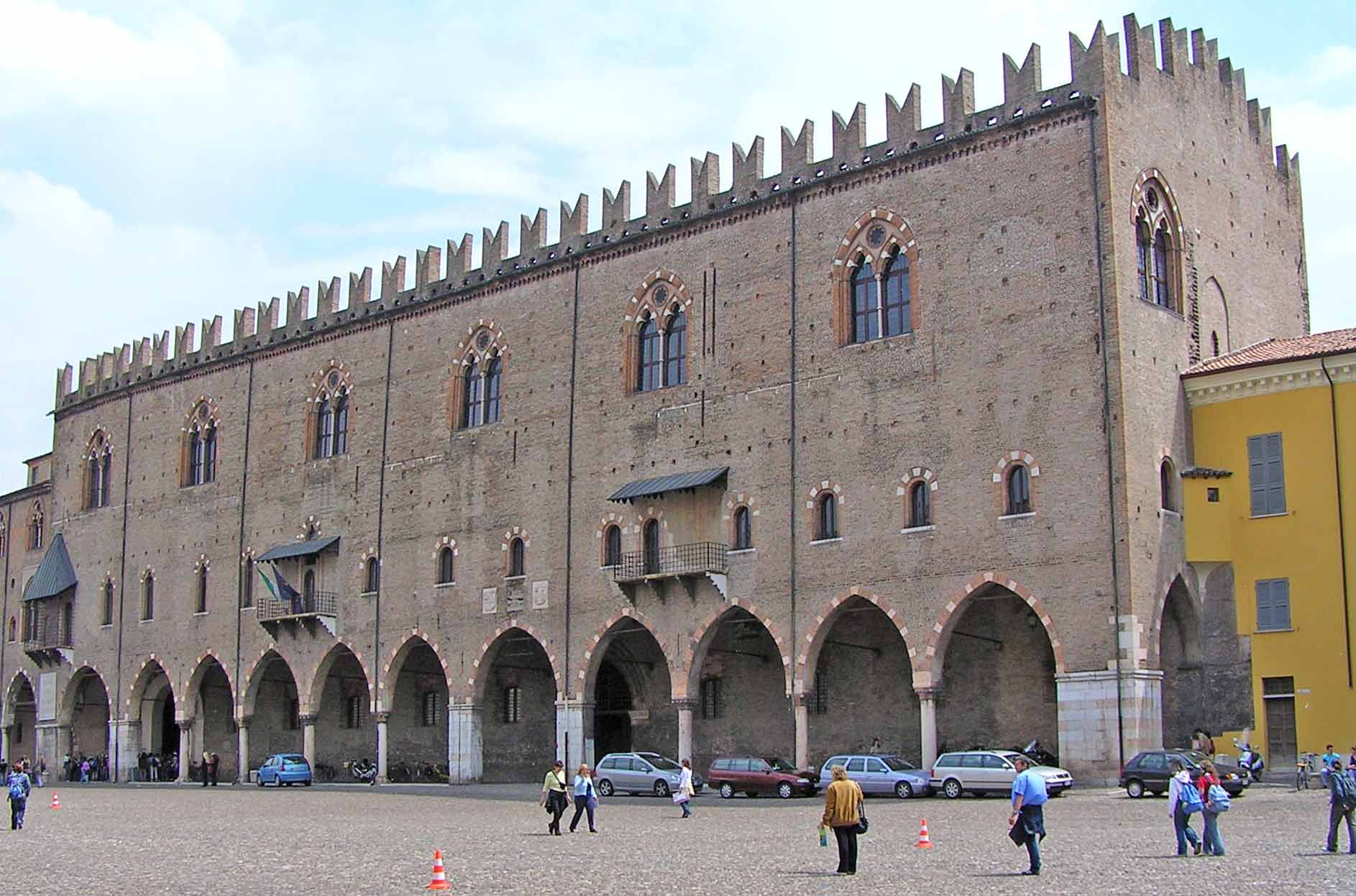
Герцогский дворец в Мантуе, где в 1607 году прошла премьера «Орфея»

Дата премьеры «Орфея», 24 февраля 1607 года, засвидетельствована двумя письмами от 23 февраля. В первом Франческо Гонзага сообщает своему брату, что «музыкальная игра» будет представляться на следующий день; из более ранней корреспонденции ясно, что эти сведения относятся именно к «Орфею». Второе письмо от чиновника двора Гонзаги, Карло Маньо, содержит больше деталей: «Завтра вечером Его светлость господин принц распорядился дать [представление] в покоях Её светлости госпожи…». «Её светлость» — сестра герцога Винченцо, Маргарита Гонзага д’Эсте, которая, овдовев, жила во дворце. Помещение, где проходила премьера, не может быть идентифицировано с уверенностью; по предположению Ринджера, это, возможно, была Галерея деи Фиуми, где вполне могли поместиться актёры, оркестр и небольшое количество зрителей. По свидетельству Маньо, помещение было тесным, о том, что сцена была мала упоминает и Монтеверди в Посвящении, предварявшем издание партитуры.
Подробного отчёта о премьере не существует. Из письма Франческо Гонзаги от 1 марта известно, что пьеса «послужила к большому удовлетворению всех, кто услышал её», и особенно понравилась герцогу. Придворный поэт и теолог Керубино Феррари так отозвался об «Орфее»: «Оба: и поэт, и музыкант — изобразили склонности сердца настолько умело, что невозможно добиться бо́льшего успеха… Музыка, соблюдая должную уместность, служит поэзии настолько хорошо, что ничего более красивого не услышать нигде». После премьеры герцог Винченцо назначил второе представление на 1 марта; третье было приурочено к ожидаемому визиту в Мантую герцога Савойи. Предполагалось, что Карл Эммануил продолжит переговоры о браке своей дочери Маргариты и Франческо Гонзаги. 8 марта Франческо Гонзага обратился в письме к герцогу Тосканы с просьбой разрешить задержаться при мантуанском дворе кастрату Мальи, чтобы он мог участвовать в третьем представлении оперы. Однако визит герцога савойского не состоялся.
Предполагается, что в ближайшие годы после премьеры «Орфей», возможно, ставился во Флоренции, Кремоне, Милане и Турине, хотя более достоверные данные свидетельствуют об ограниченном интересе к опере вне мантуанского двора.
Франческо Гонзага, возможно, организовал представление во время карнавалов 1609—1610 годов в Казале-Монферрато, где он был губернатором, и есть признаки, что опера игралась несколько раз в Зальцбурге между 1614 и 1619 годами под руководством Франческо Рази. Во время первого расцвета оперы в Венеции в 1637—1643 годах Монтеверди планировал поставить там свою оперу «Ариадна», но не «Орфея». Есть сведения, что вскоре после смерти Монтеверди опера прошла в Женеве (1643) и в Париже, в Лувре (1647). Хотя, согласно Картеру, опера всё ещё вызывала восхищение в Италии в 1650-х годах, о ней впоследствии забыли, поскольку в значительной степени был забыт и сам композитор. Новая жизнь оперы началась с возрождением интереса к работам Монтеверди в конце XIX века.

## Возобновления
После долгих лет отсутствия интереса музыка Монтеверди привлекла к себе внимание первых историков музыки в конце XVIII — начале XIX веков, начиная со второй четверти XIX века всё чаще появляются научные работы, посвящённые творчеству этого композитора.
В 1881 году сокращённая версия партитуры «Орфея», предназначенная для изучения, а не постановки, была издана в Берлине Робертом Айтнером. В 1904 году композитор Венсан д’Энди опубликовал редакцию оперы на французском языке, в неё вошли второй акт, сокращённый третий акт и акт четвёртый. Эта редакция была использована для первого через два с половиной века публичного исполнения оперы в Schola Cantorum (концертный вариант, 25 февраля 1904), одним из основателей которой был д’Энди. Известный писатель Ромен Роллан, который присутствовал на представлении, дал высокую оценку работе д’Энди, возвратившему опере её «красоту, которая у неё когда-то была, освободил её от неуклюжих восстановлений, изуродовавших её» — это, был вероятно, намёк на редакцию Айтнера. Редакция д’Энди легла в основу первой современной постановки оперы в парижском Театре Режан 2 мая 1911 года.
В редакции итальянского композитора Джакомо Орефиче (1909) опера несколько раз исполнялась в концертном варианте в Италии и других странах до и после Первой мировой войны. Она же легла в основу ещё одного концертного исполнения «Орфея» в нью-йоркской Метрополитен-опера (апрель 1912). В Лондоне опера была представлена впервые в редакции д’Энди в сопровождении фортепиано в Institut Français 8 марта 1924 года.
В 1925 году в Мангеймском театре опера «Орфей» была поставлена в редакции Карла Орфа. Орф старался максимально приблизить произведение к восприятию современного слушателя. В опере Монтеверди, по мнению немецкого композитора, было слишком много условного и декоративного, не имеющего прямого отношения к мифу об Орфее. Орф устранил в своей редакции эти «случайные» элементы спектакля, использовав новое либретто Д. Гюнтер и сделав новую оркестровку. За «Орфеем» последовали переработки оперного фрагмента «Tanz der Sproden» (1925), знаменитого «Lamento» из оперы «Ариадна» (1925) и других произведений Монтеверди.
Первое исполнение «Орфея» (редакция Малипьеро) в России состоялось в концертной версии в Ленинграде в 1929 году (русский перевод либретто Михаила Кузмина).

## Аудио- и видеозаписи
Впервые «Орфей» был записан в 1939 году оркестром миланского Ла Скала под управлением Ферруччо Калузио. Для записи использовалась вольная редакция партитуры Монтеверди, выполненная Джакомо Бенвенути. В 1949 году была осуществлена запись (в новом формате — лонг-плей) полной версии оперы в исполнении оркестра Берлинского радио (дирижёр — Гельмут Кох). Появление нового формата звукозаписи было, как позднее отметил Гарольд Шонберг, важным фактором в деле возрождения интереса к музыке Ренессанса и барокко после войны. Начиная с середины 1950-х годов записи «Орфея» были выпущены на многих лейблах. В 1969 году Николаус Арнонкур (со своим барочным ансамблем «Concentus Musicus») представил публике свою редакцию оперной партитуры, оркестрованной в расчёте на так называемые «исторические» инструменты (см. Аутентизм). Работа Арнонкура получила высокую оценку за «создание звучания, приближённого к тому, которое предполагалось Монтеверди». В 1981 году Зигфрид Хайнрих с Early Music Studio и Гессенским камерным оркестром записал «Орфея», в котором вернулся к концовке из либретто Стриджо. Для сцен с вакханками была использована музыка Монтеверди из балло «Tirsi e Clori» (1616). Среди более поздних записей версия Эммануэль Аим (2004) получила высокую оценку критиков за свой драматизм.

## Комментарии
1. ↑  Флорентийская камерата — объединение учёных и музыкантов во главе с графом Джованни Барди, устроителем придворных театральных постановок. Объединение активно действовало главным образом в 1570-х и 1580-х годах. Целью камераты было возрождение древнегреческого театрального искусства. Позднее создавались другие объединения, подобные флорентийскому, также упоминающиеся как Camerata[6].
2. ↑  В партитуре 1609 года Монтеверди не определяет голоса исполнителей, но указывает необходимые диапазоны ключом[38]. В ранних постановках персонажи с «высоким голосом» пелись кастратами. В настоящее время партии исполняют сопрано, альт, тенор и бас.
3. ↑  Помимо Музыки и Прозерпины, Мальи исполнял третью партию, которой может быть либо Посланница, либо Надежда[41][40].
4. ↑  Здесь, согласно Джону Уэнему, игру слов, построенную на цитате из «Ада» Данте Алигьери, можно рассматривать как «учёную шутку» со стороны Стриджо[42].
5. ↑  В Лувре было сыграно парижское возобновление оперы 1642 года[52].